# Serment du Jeu de paume
Cet article concerne l'évènement de la Révolution. Pour le tableau de David, voir Le Serment du Jeu de paume.

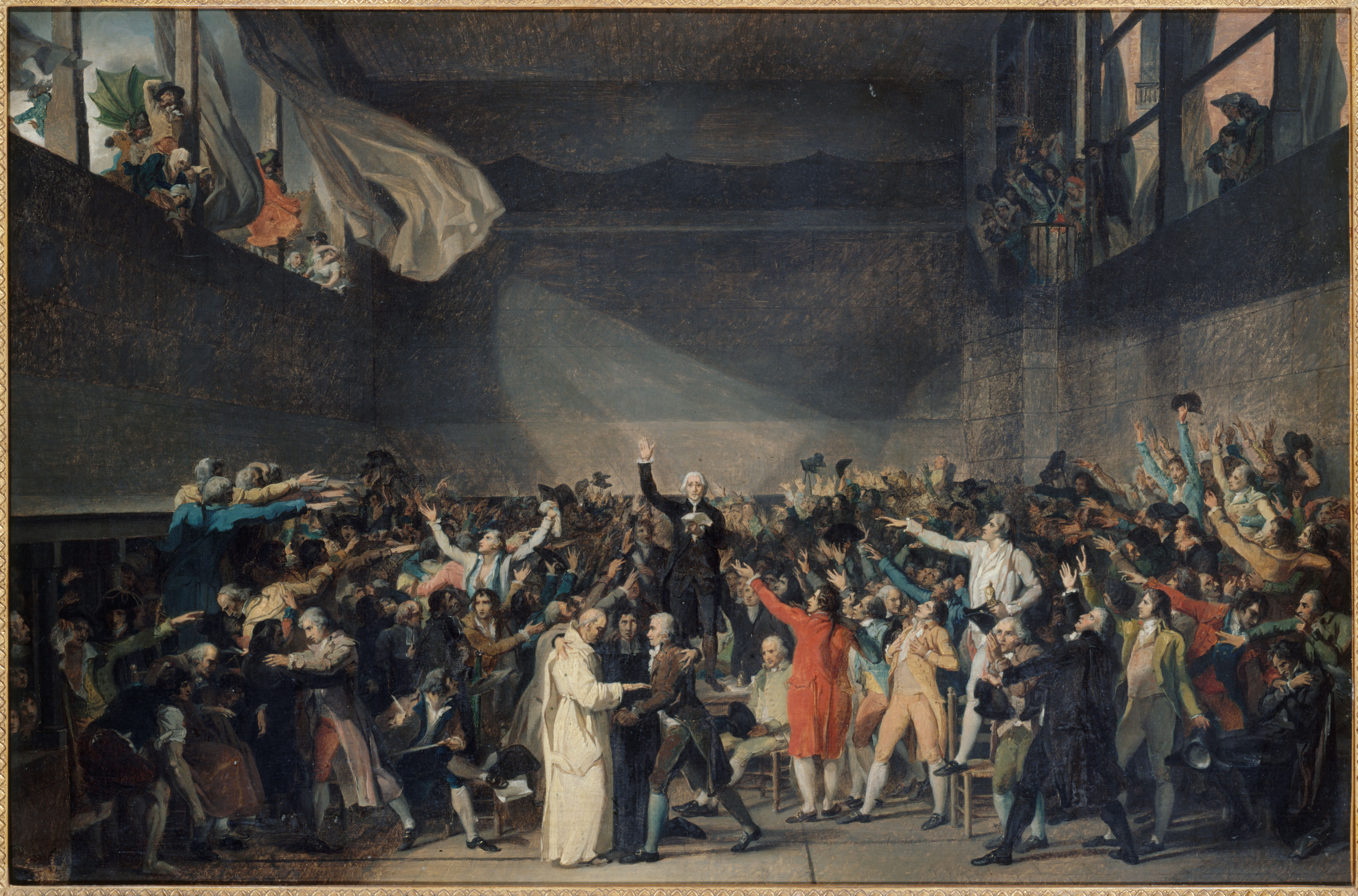
Le Serment du Jeu de paume par Jacques-Louis David.

Le serment du Jeu de paume est l'engagement solennel d'union dans le but de mettre fin à l'Ancien Régime pris le 20 juin 1789 dans la salle du Jeu de paume, à Versailles, par 576 députés français. Ces députés, convoqués à Versailles dans le cadre des États généraux de 1789 sont en grande majorité des membres du tiers état, avec quelques représentants du clergé et de la noblesse.
Réunis dans la salle du Jeu de paume, située à Versailles au no 1 de l'actuelle rue du Jeu de paume, au cœur du quartier Saint-Louis, et autrefois dédiée au jeu de paume, ils firent le serment de ne pas se séparer avant l’élaboration d’une constitution. Cet engagement, dénué d'existence juridique dans le cadre de l'Ancien Régime prévalant encore, a un fort impact symbolique et politique, qui en fait un moment décisif de la Révolution française. Il témoigne aussi d'un transfert de souveraineté et de sacralité, du roi à la nation.
Préfigurant la souveraineté nationale, il amène la réunion des trois ordres (clergé, noblesse et tiers état) en une « Assemblée nationale constituante » (à partir du 9 juillet 1789), dont sera issue l'abolition des privilèges (le 4 août) et la Déclaration des droits de l'homme et du citoyen (le 26 août) puis les grands principes de la Constitution (adoptée le 3 septembre 1791).

## Contexte

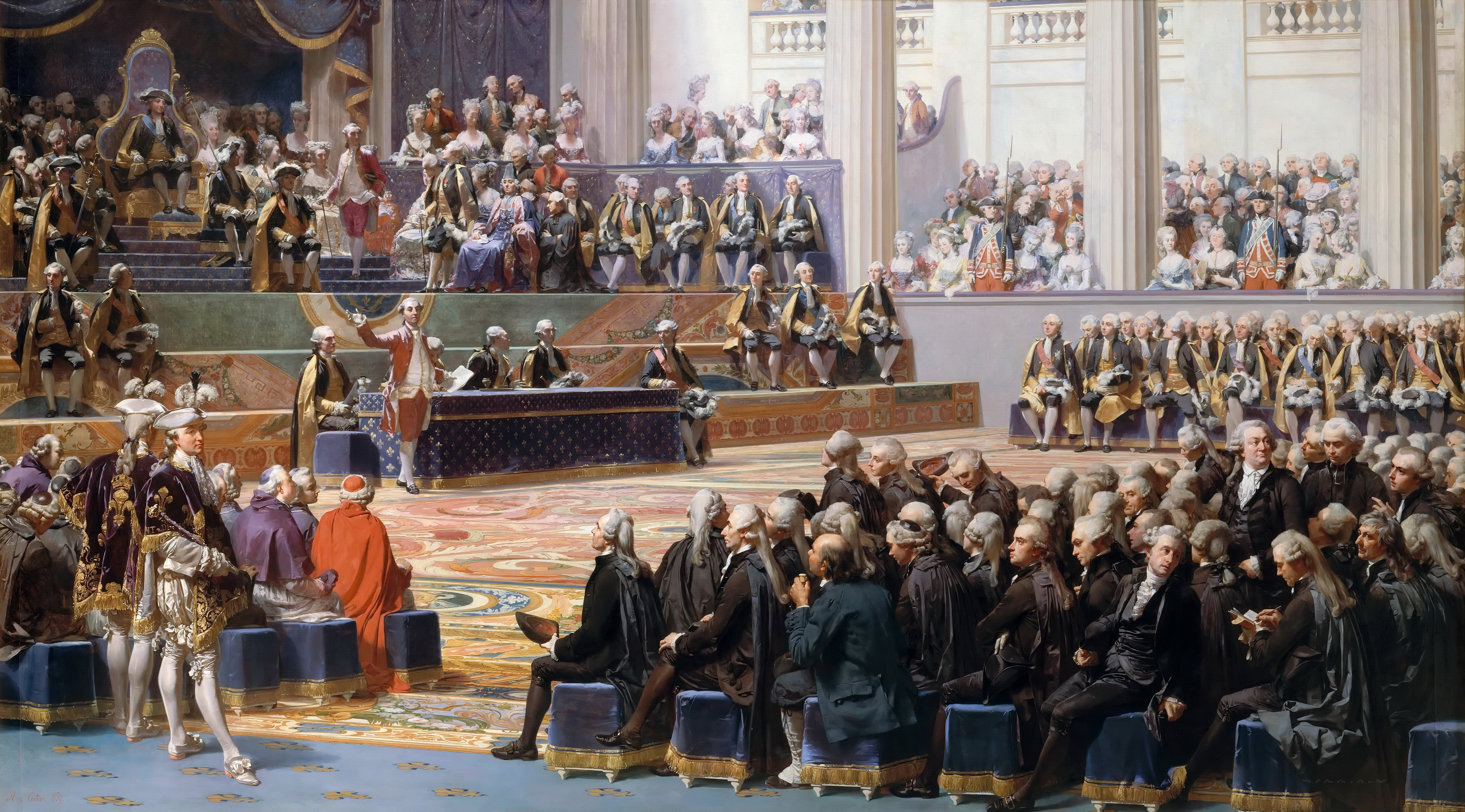
Auguste Couder, Ouverture des États généraux à Versailles, 5 mai 1789, 1839, musée de l'Histoire de France : le roi trône en haut, avec le clergé à sa droite, la noblesse à sa gauche et le tiers état devant lui.

### Réunion des États généraux
Le 24 janvier 1789, face au risque de banqueroute du royaume, Louis XVI convoque les états généraux à Versailles dans le but de réformer le système fiscal avec l'appui des représentants des trois ordres. Avant l'ouverture fixée au 27 avril, les députés élus recueillent les doléances des sujets pour les porter au roi. Le 30 avril, les députés du tiers de Bretagne se réunissent à Versailles et forment le « Club breton » afin de coordonner leurs réflexions et de concerter leur action. Violemment opposés aux privilèges, ses membres devaient jouer un rôle essentiel lors du serment. Le 5 mai, jour de la séance d'ouverture dans la salle de l'hôtel des Menus-Plaisirs, les députés du tiers état sont déçus par les discours du roi, de Barentin (garde des sceaux) et de Necker (directeur général des Finances). Le roi met en scène le consentement des trois états dans une cérémonie dont la majesté est en fait dévoyée[Quoi ?] pour régler la question financière. Cependant, la majorité des députés du tiers reste confiante dans la bienveillance royale à l'égard du peuple et manifeste une vive affection pour le roi, perçu comme l'adversaire des privilèges et le père de la Nation.
Une épreuve de force s'engage alors entre les représentants du tiers état et les ordres privilégiés dans une lutte de reconnaissance pour s'affirmer comme voix collective de la nation. Ces idées, développées dans la brochure de Sieyès, Qu'est-ce que le Tiers-État ? en prélude à la convocation des états sont discutées à la chambre. Depuis le 6 mai, alors que les deux autres ordres se réunissent à huis clos dans des chambres particulières, le tiers, faute de lieu dédié, siège dans la salle générale, ouverte au public. Il demande la vérification en commun des pouvoirs des députés des trois ordres et prend le titre, imitant celui britannique, d'« Assemblée des communes » (dans la foulée d'autres dénominations circulent, comme « Assemblée générale », « Assemblée des états généraux »). Le même jour, un arrêt du Conseil d'État interdit toute publication périodique à moins de permission expresse.
Les députés du tiers se savent nombreux et souhaitent obtenir le vote par tête, c'est-à-dire la légitimité par la proportionnalité. De plus, au nom de l'égalité des voix, ils souhaitent des débats en commun, refusant de se réunir séparément des représentants des deux autres ordres. Ces revendications perturbent le déroulement de l'assemblée extraordinaire telle qu'elle avait été souhaitée et prévue par le pouvoir royal. Après un mois de discussion et de négociation, les députés du tiers décident de prendre l'initiative en invitant leurs collègues à se joindre à eux pour une vérification bailliage par bailliage des pouvoirs des élus des trois ordres. Entre le 5 mai et le 17 juin, le tiers revendique la vérification commune des mandats.
Le 11 mai, les députés de la noblesse, ignorant la proposition du tiers, déclarent leur chambre constituée ; par 141 voix contre 47 voix pour, ils rejettent le principe du vote par tête. Le 12 mai, les électeurs du tiers de Paris commencent les élections du dernier degré. À Paris, les élections du tiers ne sont terminées que le 19 mai ; elles voient l'élection de Sieyès. Les Communes peuvent alors nommer les députés pour les représenter aux conférences de conciliation qui se succèdent en vain les 23, 25 et 30 mai et le 9 juin quand la noblesse refuse de signer le procès-verbal. Le 10 juin, les Communes décident la vérification, à elles seules, des pouvoirs de tous les députés, tous ordres confondus. Les députés du tiers accompagnent cette décision d'une invitation aux membres des autres ordres à se joindre à eux pour cette opération préalable de vérification commune des mandats – suivant une motion, légèrement amendée, de l'abbé Sieyès. Cette opération de vérification, bailliage par bailliage, a lieu dans la soirée du 12 juin. À cette occasion, neuf députés du clergé rejoignent les rangs du tiers. Le 12 juin, la Chambre de la noblesse ayant nommé son président, le duc de Luxembourg, celui-ci supplie le roi de « conserver l'ancienne constitution du royaume ». Le même 12 juin, trois curés élus du clergé (les abbés Ballard, Jallet et Lecesve) rejoignent le tiers ; les 13 et le 14 juin, ils sont neuf curés – dont les abbés Grégoire et Dillon – à avoir rejoint le tiers.

### Émergence de l'Assemblée nationale
« Le Tiers, fort de son grand nombre et maître de la grande salle, déclara qu'il attend les deux autres ordres. Le vide de cet immense local semblait accuser leur absence : la salle elle-même parlait. »

— Jules Michelet, Histoire de la Révolution française.
La question porte alors sur la dénomination de l'assemblée ainsi constituée. Cela fera l'objet de motions entre le 15 et le 17 juin. Le 15, Sieyès avance l'appellation d'« Assemblée des représentants connus et vérifiés de la nation française » tandis que Mirabeau propose celle de « représentants du peuple français ». Le 16, alors que 20 autres curés ont rejoint le tiers, un long débat occupe l'assemblée autour de la motion de Jérôme Legrand qui appelle à la constitution d'une « Assemblée nationale ») reprise par Sieyès. Ce même jour, une autre motion est également défendue en vain, par Mounier, qui invite les députés à se constituer en « Assemblée légitime des représentants de la majeure partie de la nation agissant en l'absence de la partie mineure ».
Le 17 juin, d'entre toutes les motions mises aux voix sur ce sujet, c'est celle de Sieyès qui acquiert la majorité (491 voix contre 90) : les députés du tiers, considérant personnellement qu'ils représentent « les quatre-vingt-seize centièmes au moins de la nation », se constituent d'eux-mêmes en « Assemblée nationale ». À cette occasion, ils prêtent un premier serment : « Nous jurons à Dieu, au Roi et à la Patrie de remplir avec zèle et fidélité les fonctions dont nous sommes chargés ».
Cette assemblée décide provisoirement, par un premier décret, la perception des impôts et le service de la dette publique ; à l'inverse, les impôts introduits sans le consentement de la nation sont déclarés nuls. Les députés de l'Assemblée invitent également ceux du clergé et de la noblesse à les rejoindre. Le 18 juin, le roi participe à la procession de la Fête-Dieu en présence de délégations des députés des trois ordres. Le 19 juin, les députés du clergé votent (à 141 voix contre 134) la vérification en commun avec le tiers, malgré l'opposition de son président le cardinal de La Rochefoucauld.
Louis XVI, qui porte le deuil de son fils (mort le 4 juin) au château de Marly, décide alors de réagir. Il fait annoncer la réunion, le 22 juin, des députés des trois ordres lors d'une séance royale où il casserait toutes les décisions du tiers. En attendant, il lui faut empêcher tout débat et toute nouvelle initiative. La plupart des députés du tiers estiment cependant agir conformément tant aux souhaits de leurs commettants qu'à la volonté royale.

## 20 juin 1789, au jeu de paume

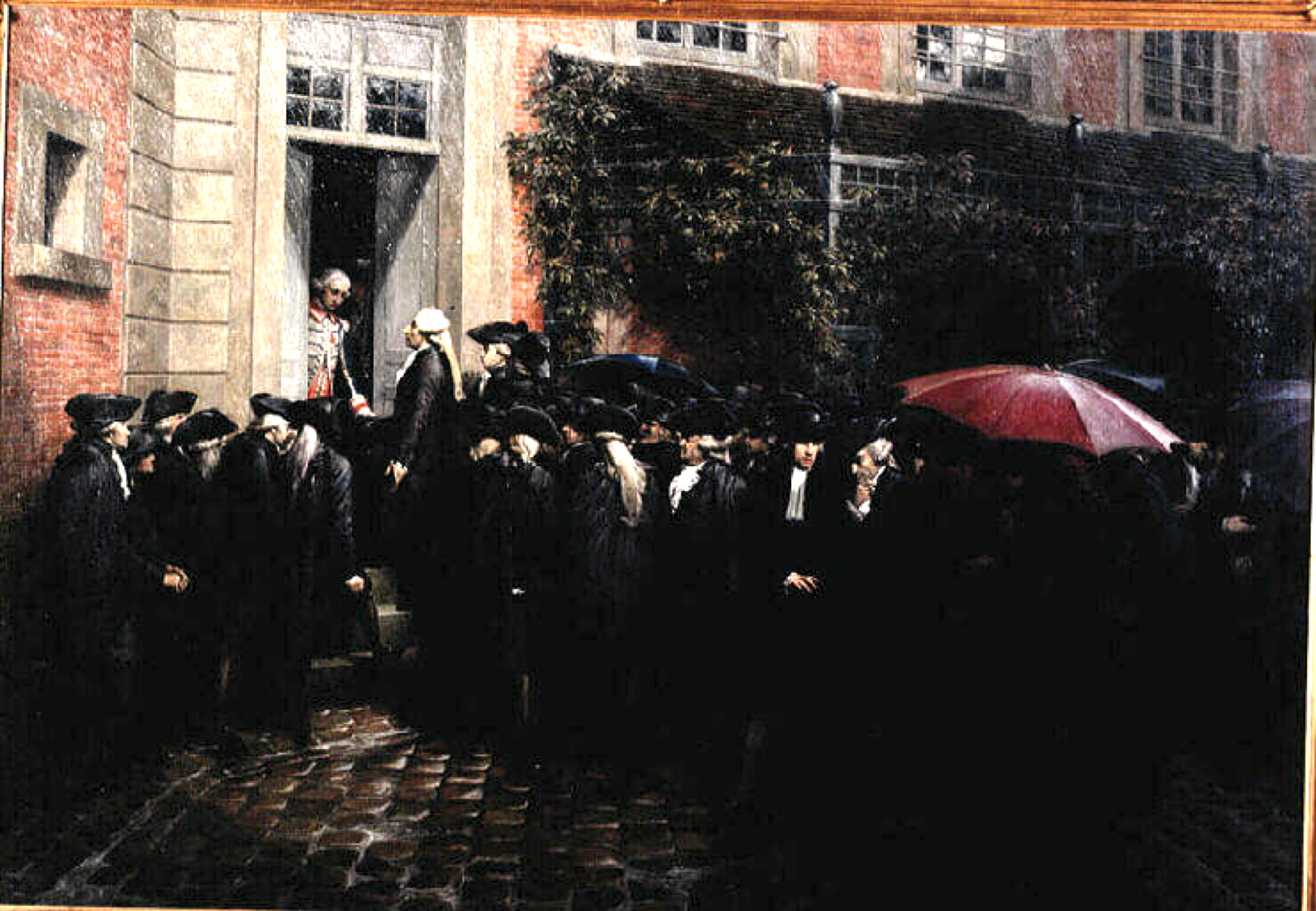
Lucien-Étienne Mélingue, Messieurs du Tiers avant la séance royale du 23 juin 1789, 1874, musée Lambinet à Versailles.

Le 20 juin 1789 au matin, sous prétexte des travaux à faire pour la prochaine séance, les gardes interdisent aux députés du tiers état l’accès à la salle de l'hôtel des Menus-Plaisirs, où se tenaient les états généraux. Craignant une dissolution voire une arrestation, mais conscients de leurs forces, les députés souhaitent poursuivre leurs travaux. Guillotin suggère la salle du Jeu de paume, dans le quartier Saint-Louis à Versailles.
Les députés du tiers s'y rendent, suivis par une foule enthousiaste, mais outragée par l'ordre de fermeture. Le député Jean-Joseph Mounier, peut-être marqué par le souvenir de celui tenu dans la salle du Jeu de paume du château de Vizille lors de la Réunion des états généraux du Dauphiné, propose de prononcer un serment. Le (ou les) auteur(s) du serment varie(nt) selon les sources : Mounier, Bevière[réf. nécessaire], ou Target et Le Chapelier, ou Barnave et Le Chapelier.
« Nous jurons de ne jamais nous séparer et de se rassembler partout où les circonstances l'exigeront, jusqu'au jour où la constitution du royaume sera établie et affermie sur des fondements solides ». Ce texte est lu par le président, Jean Sylvain Bailly. Il ne s’agit rien moins que d’emporter la décision des hésitants et de les contraindre en quelque sorte à aller de l’avant. Le serment est voté à l'unanimité moins une voix, celle de Joseph Martin-Dauch, qui a ajouté à sa signature la mention « opposant ». Après que Bailly a demandé qu'on entende ses raisons et qu'il a expliqué qu'il « ne croit pas pouvoir jurer d'exécuter des délibérations qui ne sont pas sanctionnées par le roi », l'Assemblée conclut « qu'on laissera sur le registre la signature pour prouver la liberté des opinions ».
Constituant les premières pages de ce qui allait devenir plus tard le Journal officiel de la République, le serment paraphé est retranscrit par deux secrétaires. L’Assemblée autorise en outre ceux qui étaient absents le 20 au jeu de paume à contresigner le serment. Le 20 juin au soir, la séance du Club breton compte plus de 150 participants dont le duc d'Aiguillon.

### Texte du serment
« L’Assemblée nationale, considérant qu’appelée à fixer la constitution du royaume, opérer la régénération de l’ordre public et maintenir les vrais principes de la monarchie, rien ne peut empêcher qu’elle continue ses délibérations dans quelque lieu qu’elle soit forcée de s’établir, et qu’enfin, partout où ses membres sont réunis, là est l’Assemblée nationale ;

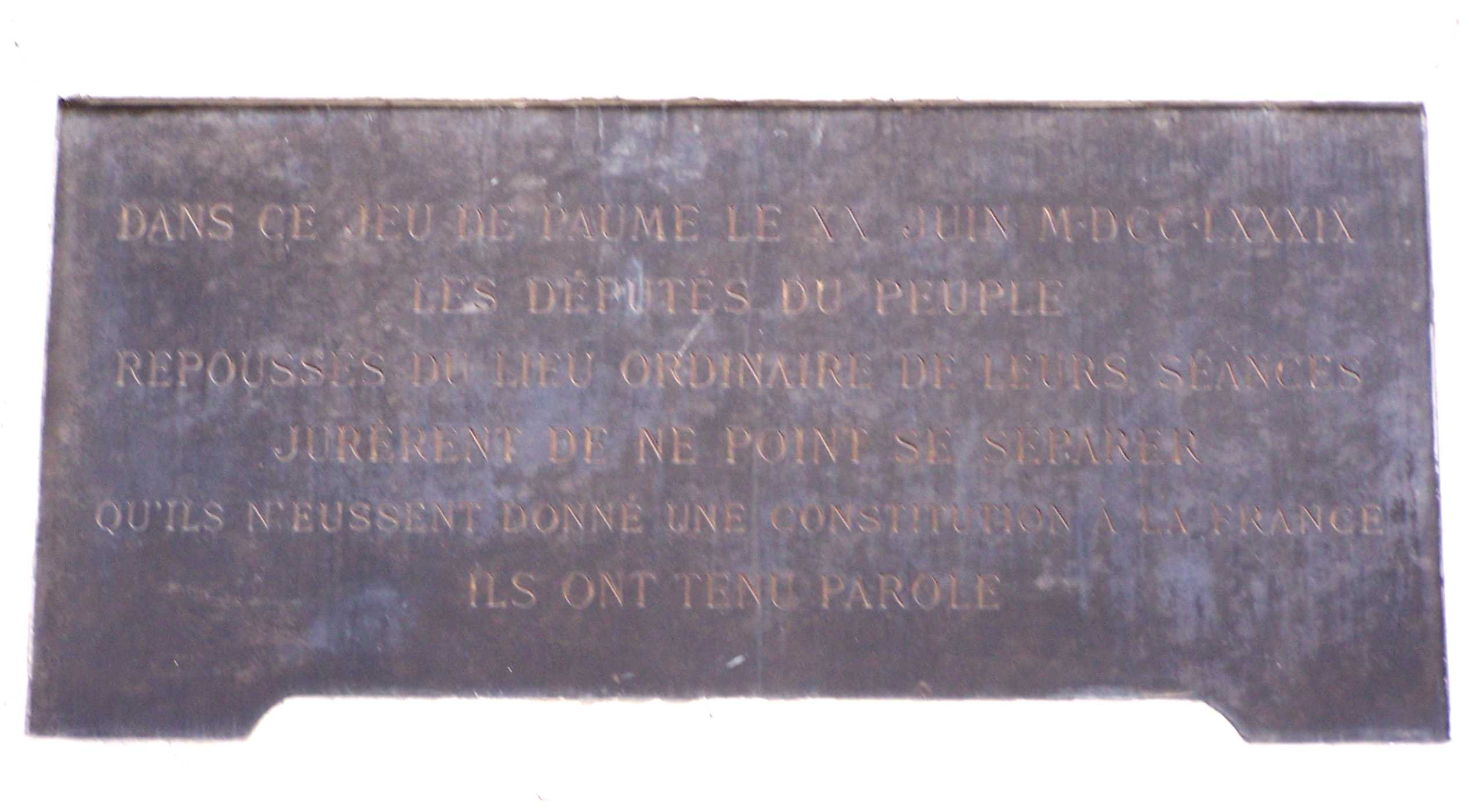
Plaque commémorative du serment, apposée au-dessus de la porte du bâtiment :
Dans ce Jeu de paume, le XX juin MDCCLXXXIX, les députés du peuple, repoussés du lieu ordinaire de leurs séances, jurèrent de ne point se séparer qu’ils n’eussent donné une constitution à la France. Ils ont tenu parole.

Arrête que tous les membres de cette assemblée prêteront, à l’instant, serment solennel de ne jamais se séparer, et de se rassembler partout où les circonstances l’exigeront, jusqu’à ce que la Constitution du royaume soit établie et affermie sur des fondements solides, et que ledit serment étant prêté, tous les membres et chacun d’eux en particulier confirmeront, par leur signature, cette résolution inébranlable.
Lecture faite de l’arrêté, M. le Président a demandé pour lui et pour ses secrétaires à prêter le serment les premiers, ce qu’ils ont fait à l’instant ; ensuite l’assemblée a prêté le même serment entre les mains de son Président. Et aussitôt l’appel des Bailliages, Sénéchaussées, Provinces et Villes a été fait suivant l’ordre alphabétique, et chacun des membres * présents [en marge] en répondant à l’appel, s’est approché du Bureau et a signé.
[en marge] * M. le Président ayant rendu compte à l’assemblée que le Bureau de vérification avait été unanimement d’avis de l’admission provisoire de douze députés de S. Domingue, l’assemblée nationale a décidé que les dits députés seraient admis provisoirement, ce dont ils ont témoigné leur vive reconnaissance ; en conséquence ils ont prêté le serment, et ont été admis à signer l’arrêté.
Après les signatures données par les Députés, quelques-uns de MM. les Députés, dont les titres ne sont pas […] jugés, MM. les Suppléants se sont présentés, et ont demandé qu’il leur fût donc permis d’adhérer à l’arrêté pris par l’assemblée, et à apposer leur signature, ce qui leur ayant été accordé par l’assemblée, ils ont signé.
M. le Président a averti au nom de l’assemblée le comité concernant les subsistances de l’assemblée dès demain chez l’ancien des membres qui le composent. L’assemblée a arrêté que le procès-verbal de ce jour sera imprimé par l’imprimeur de l’assemblée nationale.

La séance a été continuée à lundi vingt-deux de ce mois en la salle et à l’heure ordinaires ; M. le Président et ses Secrétaires ont signé. »

### Députés présents

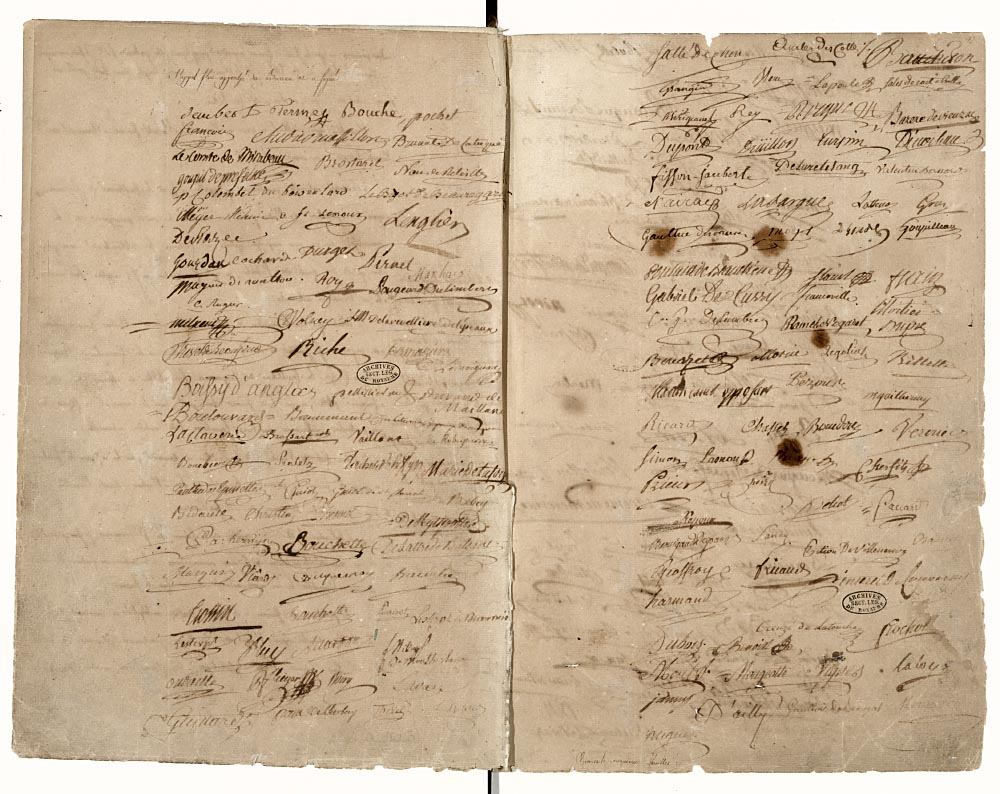
Les deux premières pages de signatures du procès-verbal de la séance du Jeu de paume (Archives nationales, AE-I-5, folios 46 verso et 47 recto).

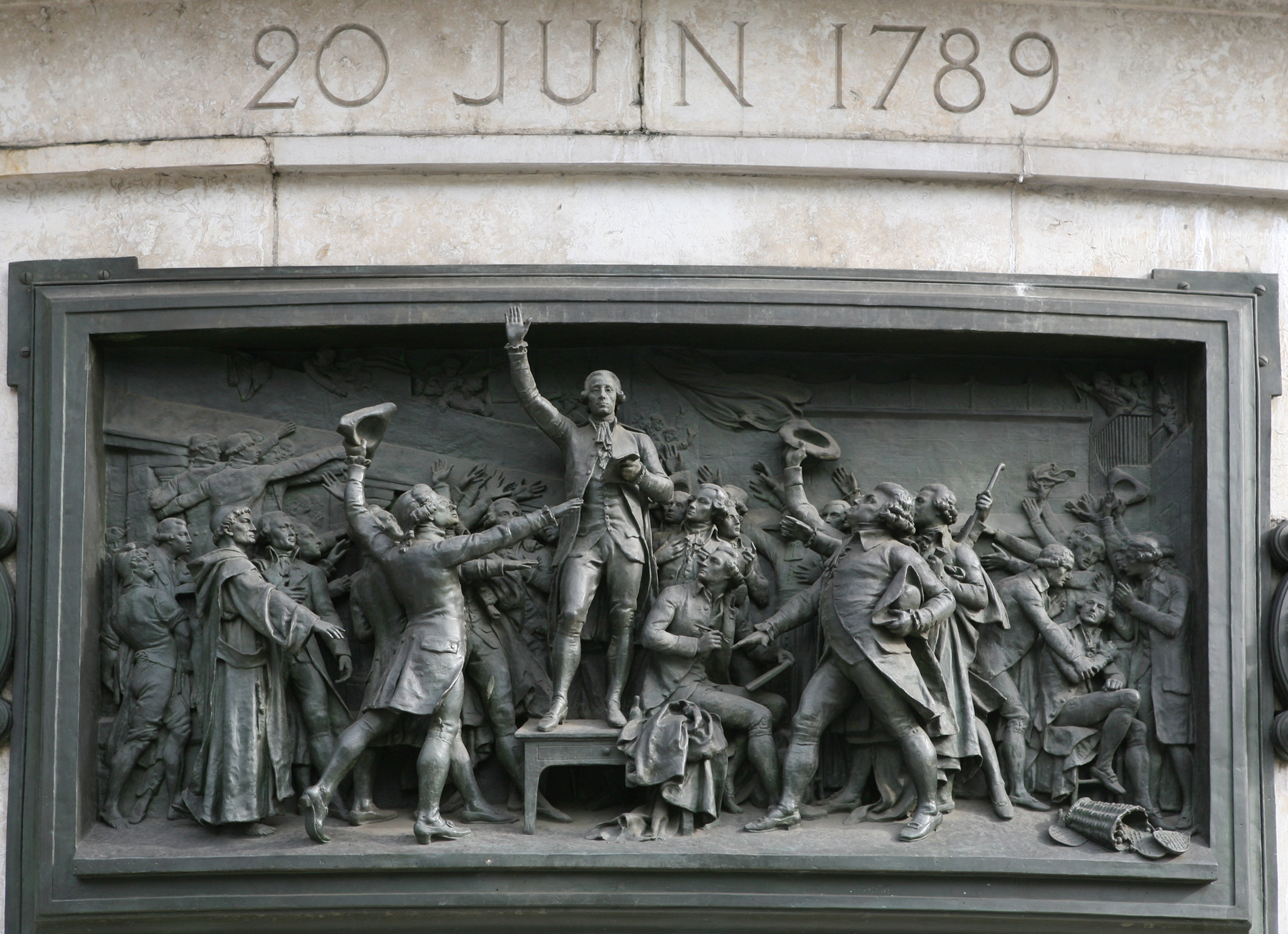
Le serment du Jeu de paume, haut-relief en bronze de Léopold Morice, Monument à la République, place de la République à Paris, 1883.

Les signataires du 20 juin sont au nombre de 557 députés (pour 558 signatures, Palasne de Champeaux, député de Saint-Brieuc, ayant signé deux fois), dont cinq curés députés du Clergé (notamment l'abbé Grégoire, curé d'Emberménil et député de Lunéville), huit députés provisoires de Saint-Domingue et 544 députés du tiers (dont deux ecclésiastiques, l'abbé Sieyès député de Paris intra-muros, ainsi que le baron de Flachslanden de l'ordre de Malte et député de Haguenau ; et huit nobles, notamment le vicomte de Mirabeau), ainsi que quinze députés suppléants et quatre députés non-jugés (soit un total de 576). 60 autres noms, députés titulaires et suppléants, se rajoutèrent le 22 juin (soit finalement 636).
Les hommes présents lors du serment sont essentiellement urbains, pour la plupart propriétaires, leur moyenne d'âge était dans la quarantaine ; environ 230 sont magistrats (Alquier, Fricot, Neufchâteau, etc.), 180 avocats (Barère, Barnave, Merlin, Pétion, Robespierre, Reubell, Target, etc.), 60 négociants et banquiers (Begouën, Boislandry, Cambon, Desescoutes, Delattre, Nairac, Riche, etc.), auxquels se rajoutent quelques médecins (Guillotin, Girerd et Thoret) et savants (Bailly et Thouin), ainsi que deux agriculteurs (Lepoutre et Gérard). En dépit de l'unanimité du moment, les conjurés devaient faire des choix politiques bien divergents dans le cours de la Révolution. Parmi les plus célèbres figurent :
- Bruno-Philibert Audier-Massillon ;
- Jean Sylvain Bailly ;
- Bertrand Barère ;
- Nicolas Bergasse ;
- Maurice Bizard ;
- François-Antoine de Boissy d'Anglas ;
- Jean-Baptiste Brostaret ;
- Charles-François Bouche ;
- Siffren Boulouvard ;
- Armand-Gaston Camus ;
- Charles Antoine Chasset ;
- Jean-Louis Cheynet ;
- Guillaume-Amable Robert de Chevannes ;
- Jean-Étienne de Cigongne ;
- Portien Colombel de Bois-Aulard ;
- Joseph Delaville Le Roulx ;
- Alexis Dubois-Crancé ;
- Pierre Samuel du Pont de Nemours ;
- Jean-François Gaultier de Biauzat ;
- Jacques-Marie Glezen ;
- Goupil de Préfelne ;
- Jean-François Goupilleau de Fontenay ;
- Claude-Christophe Gourdan ;
- Jean-Louis Gouttes ;
- Louis Marthe de Gouy d'Arsy, député de Saint-Domingue ;
- Henri Grégoire ;
- Jean-François-César de Guilhermy, député de Castelnaudary, compatriote de Martin-Dauch ;
- Joseph-Ignace Guillotin, promoteur de la guillotine ;
- Pierre-Joseph de Lachèze-Murel ;
- Jean-Denis Lanjuinais ;
- Isaac Le Chapelier ;
- Charles-François Lebrun ;
- Augustin Le Goazre de Kervélégan ;
- Joseph Delaville Le Roulx ;
- Joseph Martin-Dauch, le seul à s'être opposé ouvertement au serment ;
- Michel-René Maupetit ;
- Jean Antoine Pierre Mévolhon ;
- Honoré-Gabriel Riqueti de Mirabeau ;
- Jean-Joseph Mounier ;
- Jérôme Pétion de Villeneuve ;
- Jean-Adam Pflieger, l'aîné ;
- Jean-Baptiste Poncet-Delpech ;
- François Pougeard du Limbert ;
- François Joseph de Pochet ;
- Pierre-Louis Prieur ;
- Jean-Paul Rabaut Saint-Étienne, pasteur protestant ;
- Jean-François Reubell ;
- Benoît-Régis Richond ;
- Maximilien de Robespierre ;
- Pierre-Louis Roederer ;
- Étienne François Sallé de Chou ;
- Emmanuel-Joseph Sieyès ;
- Jacques-Guillaume Thouret ;
- Jean-Baptiste Treilhard ;
- Paul-Victor de Seze ;
- Jean-Joseph Terme ;
- Jacques Verdollin ;
- Volney ;
- Jean-Georges-Charles Voidel.

## Jours suivants

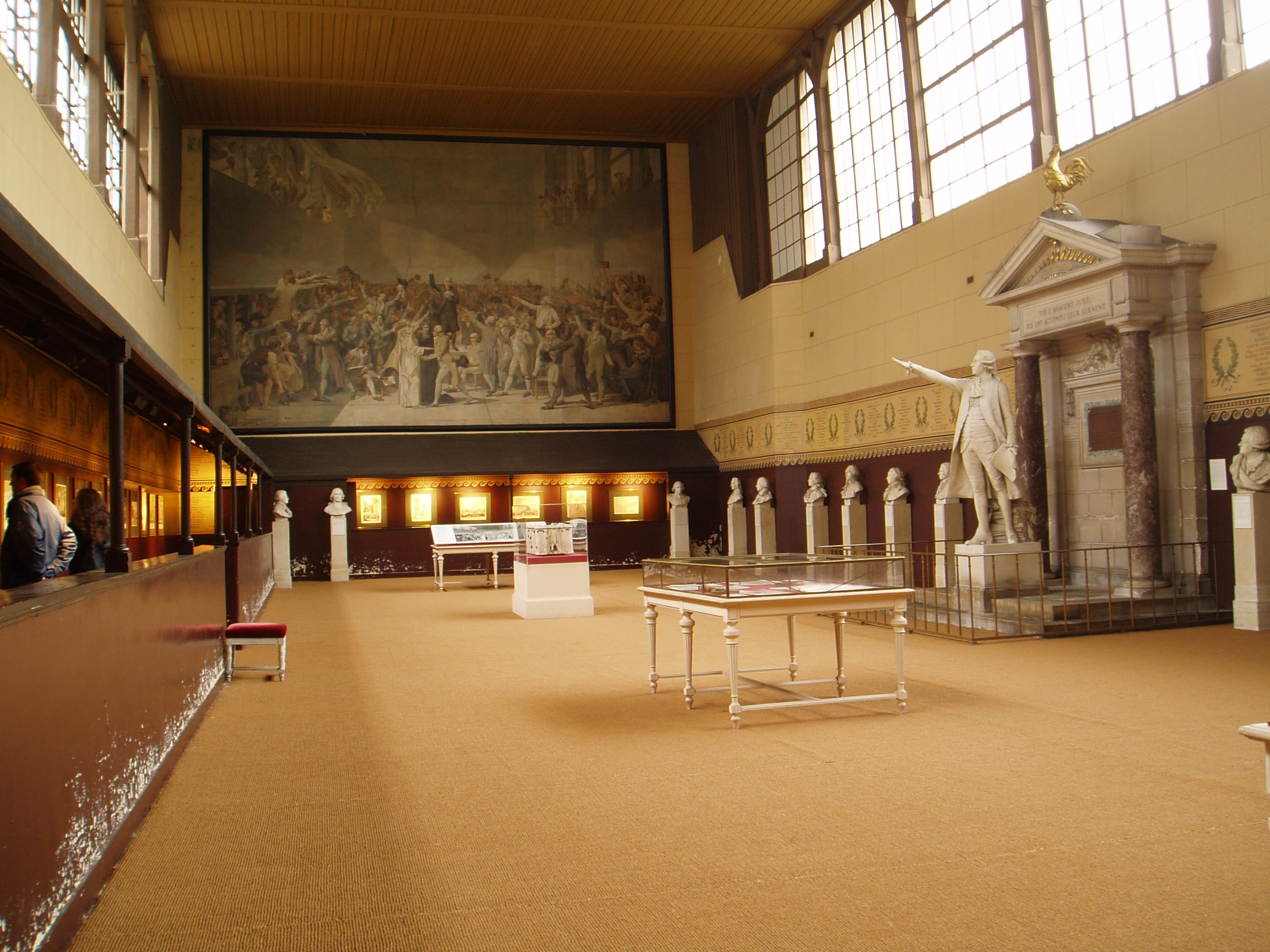
Salle du jeu de Paume

### Journées du 21 au 23 juin
Le 21 juin est un dimanche ; conséquence des peurs de la veille, le député François Mayer, considéré comme devenu fou, est remplacé par Morel, tandis que Target se réfugie une journée à Paris. Le 22 juin, sur ordre du roi, la salle du Jeu de paume est fermée comme celle des Menus-Plaisirs, tandis que la séance royale est repoussée au lendemain. Le curé de l'église Saint-Louis ouvre alors ses portes aux députés du tiers qui sont rejoints par la moitié de ceux du clergé (menés par Lubersac, évêque de Chartres, et Lefranc de Pompignan, évêque de Vienne) ; le serment est renouvelé et signé par un plus grand nombre, notamment du clergé ainsi que par deux députés de la noblesse.
Le 23 juin, le tiers montre sa volonté de tenir son serment. Prenant la parole devant l’Assemblée, Louis XVI casse les décisions du tiers et interdit aux trois ordres de siéger en commun. Il promet pourtant des réformes (égalité devant l'impôt, abolition de la taille, des corvées, des lettres de cachet, liberté de la presse, etc.) et conclut en enjoignant les représentants de se retirer. Le souverain, les députés de la noblesse et l'essentiel de ceux du clergé partis, le grand-maître des cérémonies Dreux-Brezé vient dire à Bailly « Monsieur, vous avez entendu les intentions du roi ». C'est à ce moment que Mirabeau aurait prononcé la fameuse phrase, dont plusieurs versions existent : « Allez dire à ceux qui vous envoient que nous sommes ici par la volonté du peuple et que nous ne quitterons nos places que par la force des baïonnettes ! ». La phrase rapportée par Mirabeau et reprise dans les Archives parlementaires est « Cependant, pour éviter tout équivoque et tout délai, je déclare que si l'on vous a chargé de nous faire sortir d'ici, vous devez demander des ordres pour employer la force ; car nous ne quitterons nos places que par la puissance des baïonnettes », mais la version emphatique est la plus connue.
Les députés du tiers décident de ne pas tenir compte du discours du roi ; Sieyès résume la décision par « Messieurs, nous sommes aujourd'hui ce que nous étions hier. Délibérons. » Sur proposition de Mirabeau, l'Assemblée décrète que ses membres sont inviolables.

### Vers l'Assemblée constituante
Le 25 juin, 47 députés de la noblesse, dont le duc d'Orléans, se joignent à l'Assemblée. Le 26 juin, l'archevêque de Paris (Juigné), les évêques d'Orange (Tillet) et d'Autun (Talleyrand), ainsi que trois curés rejoignent encore l'Assemblée. Le roi capitule. « Eh bien, dit-il, s’ils ne veulent pas s’en aller, qu’ils restent ! » Le 27 juin, il ordonne aux membres du clergé et de la noblesse de se joindre au tiers, en une seule chambre.
Le 9 juillet, les députés se proclament en Assemblée nationale constituante.
Le serment est à la fois un acte révolutionnaire et une affirmation que l'autorité politique provient du peuple et de ses représentants plutôt que du monarque lui-même. Leur solidarité contraint Louis XVI à ordonner au clergé et à la noblesse de se joindre au tiers dans une même Assemblée nationale afin de donner l'illusion qu'il contrôle encore ses États.

## Postérité
Dès la Constituante la salle du serment est patrimonialisée. Un an après l'événement, Romme initie une éphémère « société du Jeu de paume » pour célébrer le premier anniversaire du serment. Pour les historiens français du XIXe siècle, l'événement devient annonciateur de temps nouveaux.
« Triste lieu, laid, démeublé, pauvre … Et il n’en valait que mieux. L’assemblée y fut pauvre, et représenta ce jour-là d’autant plus le peuple. Elle resta debout tout le jour ayant à peine un banc de bois. Ce fut comme la crèche pour la nouvelle religion, son étable de Bethléem. » C'est ainsi que Michelet résume l'événement, en insistant sur sa dimension symbolique et quasi religieuse.

### Iconographie
- Jacques-Louis David, Le serment du Jeu de paume 20 juin 1789, 1791, esquisse monochrome à l'encre brune avec lavis sur papier de 65,5 × 101 cm, musée national du château de Versailles[23] ;
- Jacques-Louis David, Le serment du Jeu de paume 20 juin 1789, esquisse peinte sur toile de 88 × 65 cm, musée Carnavalet à Paris[24] ;
- Jean-François Janinet, Événement du 20 juin 1789 : serment des députés au jeu de paume, 1789-1791, aquatinte de 13 × 8,8 cm[25] ;
- Jacques-Louis David, Le serment du Jeu de paume 20 juin 1789, 1791, ébauche d'huile sur toile avec lavis de bistre et crayon noir de 654 × 370 cm, musée national du château de Versailles[26] ;
- Isidore Stanislas Helman (dessin de Charles Monnet), Serment du Jeu de Paume à Versailles le 19 juin 1789, 1792, gravure de 47 × 62,5 cm, musée de la Révolution française[27] ;
- Pierre-Gabriel Berthault (dessin de Jean-Louis Prieur), Serment du Jeu de paume à Versailles le 20 juin 1789, 1802, eau-forte de 25 × 29 cm[28] ;
- Auguste Couder, Le serment du Jeu de paume à Versailles le 20 juin 1789, 1848, huile sur toile de 580 × 420 cm, musée national du château de Versailles[29] ;
- Lucien-Étienne Mélingue, Messieurs du Tiers avant la séance royale du 23 juin 1789, 1874, huile sur toile de 74 × 106 cm, musée Lambinet à Versailles, exposé au salon de 1874[30] ;
- Luc-Olivier Merson, Le serment du Jeu de paume 20 juin 1789, 1883, huile sur toile de 358 × 648 cm, musée nationale du château de Versailles[31] ;
- Léopold Morice, Le serment du Jeu de paume, 1883, haut-relief en bronze, monument de la place de la République[32].

Dessin de David pour Le Serment du Jeu de paume.
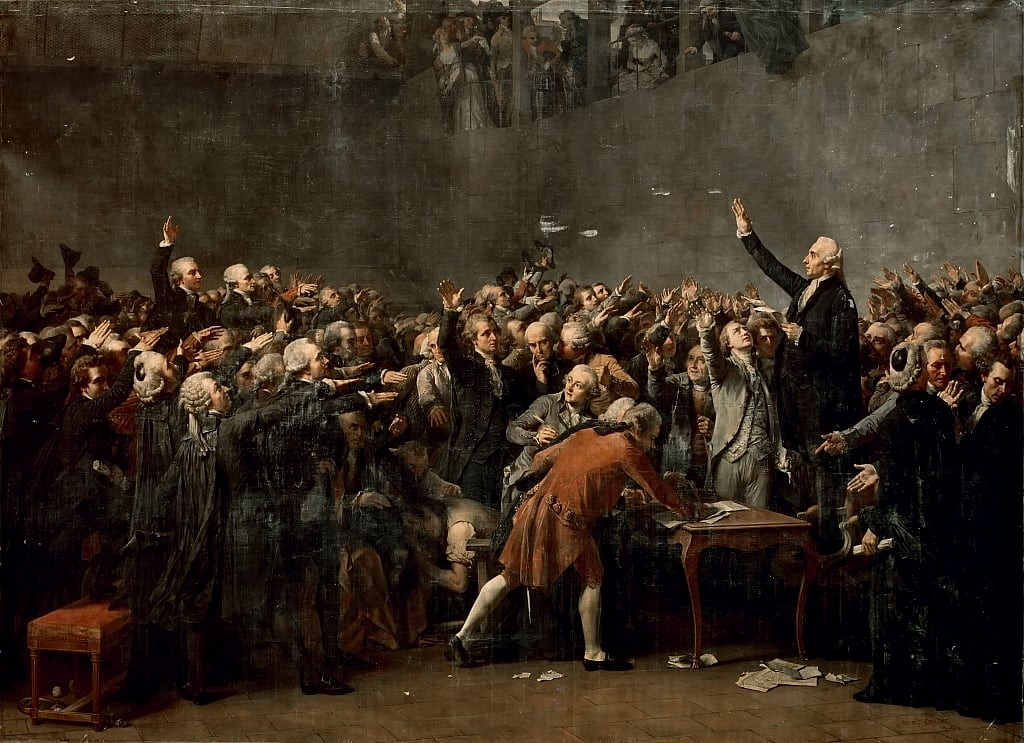
Le Serment du Jeu de Paume de Couder.
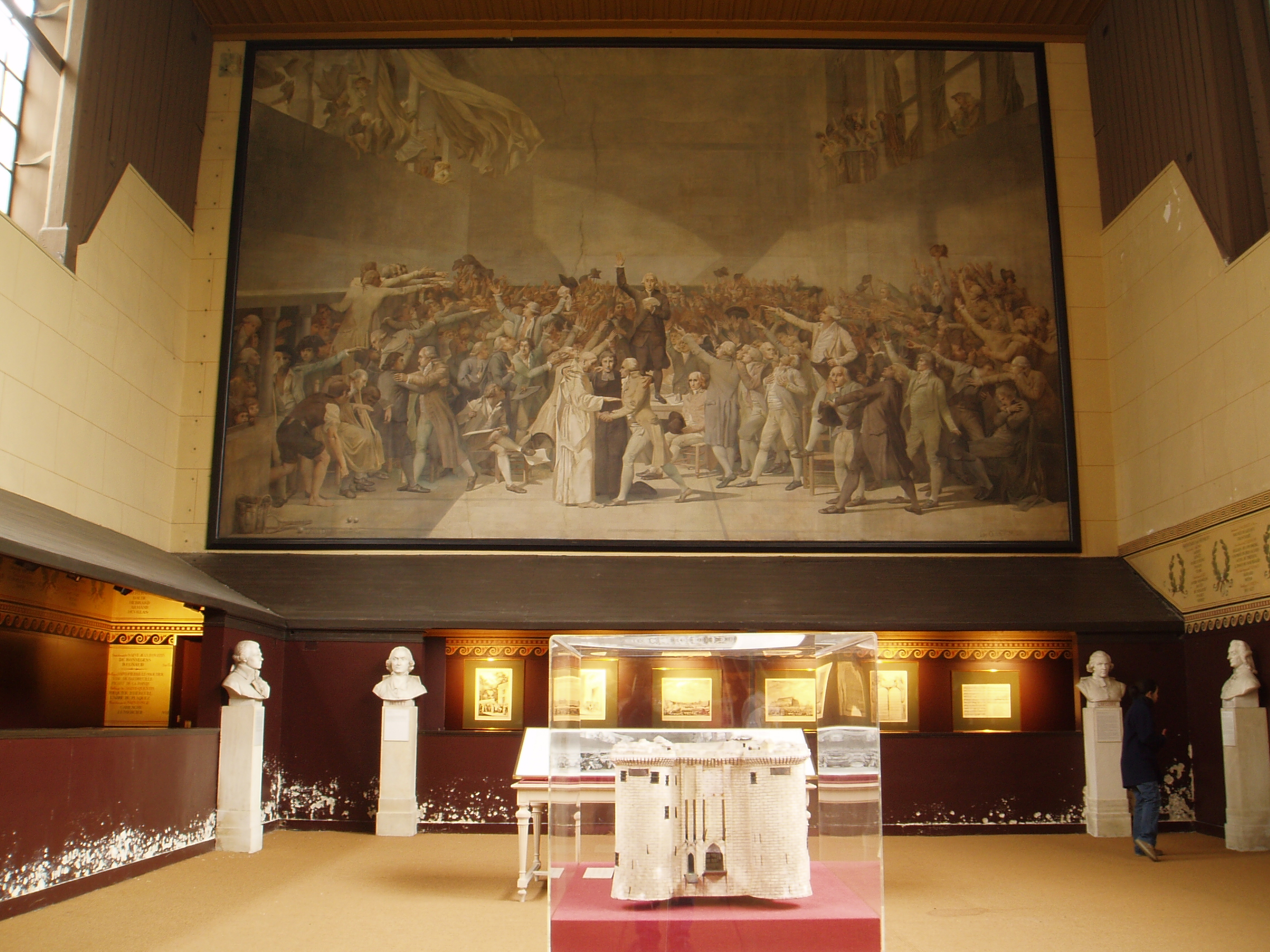
La salle du Jeu de paume de nos jours, avec le tableau de Merson.

#### Sources secondaires
- Michel Péronnet, Les 50 mots clefs de la Révolution française (1983), nouvelle édition, Privat, Toulouse, 2005, 314 p.  (ISBN 2-7089-0812-X).
- Albert Soboul, Histoire de la Révolution française, vol. 1 De la Bastille à la Gironde (1962), rééd., Éditions Gallimard, coll. « Idées » no 43, Paris, 1983, 384 p.   (ISBN 2-07-035043-6).
- Jean Starobinski, 1789, les emblèmes de la raison (1973), réédition, Flammarion, coll. « Champs », Paris, 1993  (ISBN 2080810502).
- Michel Vovelle, Nouvelle histoire de la France contemporaine, t. 1 : La chute de la monarchie, 1787-1792, Paris, Éditions du Seuil, coll. « Points Histoire » (no 104), 1972, 282 p. (ISBN 2-02-000652-9, présentation en ligne). Édition revue et mise à jour : Nouvelle histoire de la France contemporaine, t. 1, Paris, coll. « Points Histoire » (no 101), 1999, 312 p. (ISBN 2-02-037519-2).

### Vidéographie
- [vidéo] « 20 juin 1789, le serment du Jeu de paume », Lucie Cariès, 2017, sur Arte